# Станилівська сільська рада
Стани́лівська сільська́ ра́да — адміністративно-територіальна одиниця та орган місцевого самоврядування в Погребищенському районі Вінницької області. Адміністративний центр — село Станилівка.

## Загальні відомості
- Територія ради: 0,424 км²
- Населення ради: 767 осіб (станом на 2001 рік)

## Населені пункти
Сільській раді підпорядковані населені пункти:
- с. Станилівка
- с. Талалаї

## Склад ради
Рада складається з 12 депутатів та голови.
- Голова ради: Хоменко Василь Іванович
- Секретар ради:

### Керівний склад попередніх скликань
| Прізвище, ім'я, по батькові   | Основні відомості                                                                                    | Дата обрання | Дата звільнення |
| ----------------------------- | --- | ------------ | --------------- |
| Мединський Володимир Якимович | Сільський голова, 1957 року народження, освіта середня спеціальна, член Народно-демократичної партії | 26.03.2006   | 31.10.2010      |
| Мединський Володимир Якимович | Сільський голова, 1957 року народження, освіта середня спеціальна, член Народної партії              | 31.10.2010   | 25.10.2015      |
| Хоменко Василь Іванович       | Сільський голова, 1972 року народження, освіта середня спеціальна, безпартійний                      | 25.10.2015   |                 |

Примітка: таблиця складена за даними сайту Верховної Ради України та ЦВК

### Депутати VII скликання
За результатами місцевих виборів 2015 року депутатами ради стали:

#### За суб'єктами висування
| Суб'єкт висування | Кількість обраних депутатів | %     |
| ----------------- | --------------------------- | ----- |
| Самовисування     | 11                          | 91.67 |
| Народна партія    | 1                           | 8.33  |

#### За округами
| № округу | Прізвище, ім'я, по батькові      | Ким висунуто   | Дата нар.  | Освіта              | Партійна приналежність | Відомості                                                                      |
| -------- | -------------------------------- | -------------- | ---------- | ------------------- | ---------------------- | ------------------------------------------------------------------------------ |
| 1        | Лабан Надія Василівна            | Народна Партія | 17.10.1977 | середня спеціальна  | безпартійна            | Станилівська сільська рада, секретар сільської ради                            |
| 2        | Лисенко Галина Іванівна          | Самовисування  | 14.04.1966 | вища                | безпартійна            | Станилівська школа, директор школи                                             |
| 3        | Дроган Іван Семенович            | Самовисування  | 11.06.1958 | вища                | безпартійний           | СТОВ «Росія», головний бухгалтер                                               |
| 4        | Мазур Тетяна Володимирівна       | Самовисування  | 19.05.1983 | середня спеціальна  | безпартійна            | Станилівська сільська рада, головний бухгалтер                                 |
| 5        | Швед Володимир Васильович        | Самовисування  | 16.03.1958 | середня спеціальна  | безпартійний           | СТОВ «Росія», завідувач молочно-тваринної ферми                                |
| 6        | Костюк Василь Панасович          | Самовисування  | 03.09.1952 | вища                | безпартійний           | СТОВ «Росія», інженер-електрик                                                 |
| 7        | Міщук Людмила Мусіївна           | Самовисування  | 21.10.1960 | вища                | безпартійна            | Станилівська школа, вчитель                                                    |
| 8        | Ординський Валентин Петрович     | Самовисування  | 31.08.1968 | середня спеціальна  | безпартійний           | Станилівська школа, вчитель                                                    |
| 9        | Томашевський Василь Васильович   | Самовисування  | 03.01.1956 | професійно-технічна | безпартійний           | СТОВ «Росія», бригадир тракторної бригади                                      |
| 10       | Закревський Олександр Васильович | Самовисування  | 27.09.1978 | середня спеціальна  | безпартійний           | СТОВ «Росія», механізатор                                                      |
| 11       | Хоменко Галина Дмитрівна         | Самовисування  | 05.01.1974 | загальна середня    | безпартійна            | Талалаївський сільський будинок культури, директор сільського будинку культури |
| 12       | Трофимчук Марія Якимівна         | Самовисування  | 30.01.1955 | загальна середня    | безпартійна            | Пенсіонер                                                                      |